# Olga Romanowa (królowa Grecji)
Olga Konstantynowna Romanowa (gr. Όλγα; ros. О́льга Константи́новна; ur. 22 sierpnia?/3 września 1851 w Pawłowsku, zm. 18 czerwca 1926 w Rzymie) – wielka księżna Rosji, królowa Grecji w latach 1867–1913 jako żona Jerzego I Greckiego.
Była córką wielkiego księcia Konstantego Mikołajewicza Romanowa, brata cara Aleksandra II, oraz Aleksandry z Saksonii-Altenburga, córki księcia Saksonii-Altenburg, Józefa Wettyna.
W 1867 roku wyszła za mąż za króla Grecji, Jerzego I, z którym miała ośmioro dzieci – króla Grecji, Konstantyna I (1868–1923), Jerzego (1869–1957), Aleksandrę (1870–1891), Mikołaja (1872–1938), Marię (1876–1940), Olgę (1881), Andrzeja (1882–1944) i Krzysztofa (1888–1940). Wnukami Olgi byli trzej królowie Grecji, Jerzy II Grecki (1890-1947), Aleksander Grecki (1893–1920) i Paweł I Grecki (1901–1964), a także mąż królowej brytyjskiej, Elżbiety II, Filip, książę Edynburga (1921–2021).

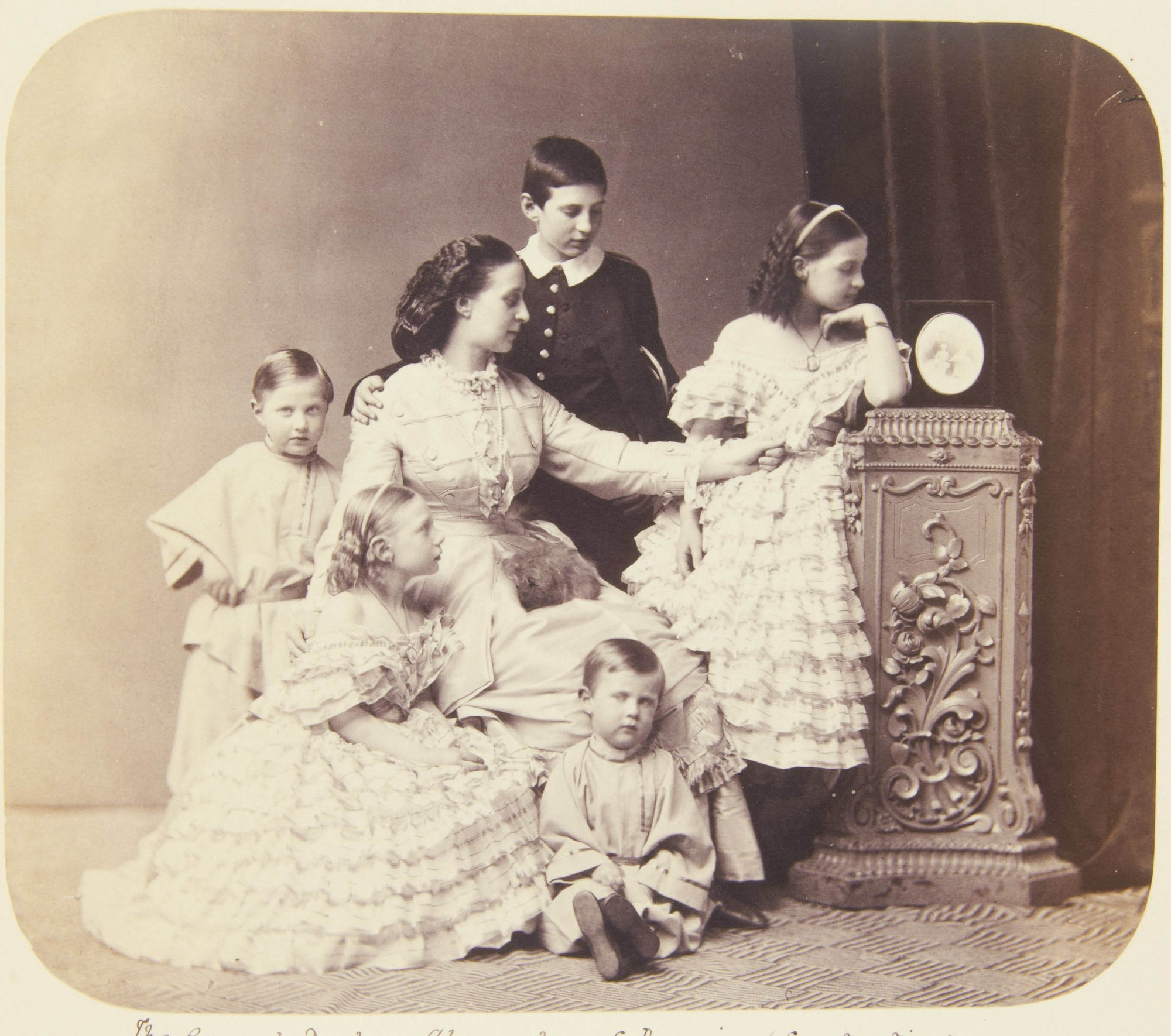
Olga z matką i czworgiem rodzeństwa – Mikołajem, Wierą, Konstantym i Dymitrem (1863)

## Dzieciństwo
Urodziła się 22 sierpnia/ 3 września 1851 roku w pałacu w Pawłowsku jako drugie dziecko i pierwsza córka Konstantego Romanowa i jego żony, Aleksandry z Saksonii-Altenburga. Przez ojca dziewczynka była wnuczką cara Mikołaja I, bratanicą cara Aleksandra II i kuzynką cara Aleksandra III.
Otrzymała imię Olga, które było dość często nadawane dziewczynkom związanym z rosyjską rodziną cesarską – nosiła je chociażby jej ciotka, siostra jej ojca, Olga Romanowa (królowa Wirtembergii). Imię Olga nosiła również św. Olga Kijowska, wielka księżna kijowska, święta Kościoła katolickiego i prawosławnego.
W dzieciństwie Olga nazywana była Muguet (fr. konwalia) i była opisywana jako bardzo spokojna i nieśmiała, zwłaszcza w porównaniu do swojej siostry, Wiery. „Moja Olga to urocze dziecko, jest moją radością i powodem do dumy. Jest tak słodka, wesoła, prosta i posłuszna” – pisała o dziewczynce jej matka, Aleksandra. Natomiast najbliższe relacje łączyły Olgę z jej starszym bratem, Mikołajem, z którym utrzymywała kontakt nawet po jego wygnaniu.
W 1862 ojciec Olgi, Konstanty, został mianowany przez swojego brata, Aleksandra II, namiestnikiem Królestwa Polskiego. Nie został jednak dobrze przyjęty przez Polaków, o czym świadczy fakt, że dzień po tym, gdy przybył z rodziną do Warszawy, dokonano na niego nieudanego zamachu. Po wybuchu powstania styczniowego Konstanty został odwołany przez cara ze swojej funkcji, a następnie powrócił z rodziną do Petersburga.

## Królowa Grecji

### Małżeństwo

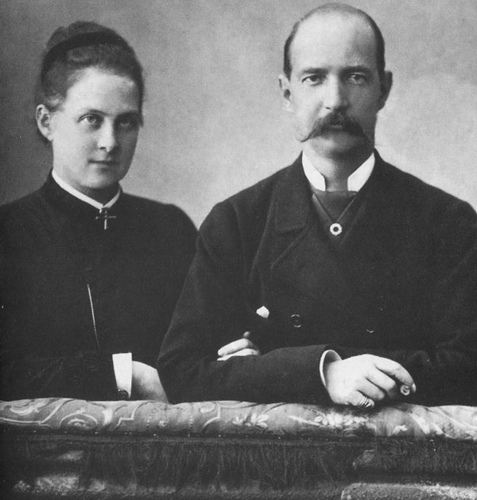
Olga z mężem (1867)

W 1863 roku król Grecji, Jerzy I, odwiedził Rosję, aby podziękować stryjowi Olgi, carowi Aleksandrowi II, za jego wsparcie w osadzeniu go na greckim tronie. Tam też mężczyzna po raz pierwszy spotkał Olgę. Dziewczyna miała wówczas dwanaście lat. Ich drugie spotkanie miało miejsce cztery lata później, w 1867 roku. Wówczas Jerzy przyjechał do Rosji, aby odwiedzić swoją siostrę, Dagmarę Duńską, która rok wcześniej wyszła za mąż za carewicza Aleksandra. Nie doszło jednak do zawarcia oficjalnych zaręczyn pomiędzy Olgą a Jerzym. Konstanty uważał, że jego piętnastoletnia córka jest za młoda na małżeństwo. Postanowiono odczekać z zaręczynami do momentu ukończenia przez Olgę szesnastu lat.

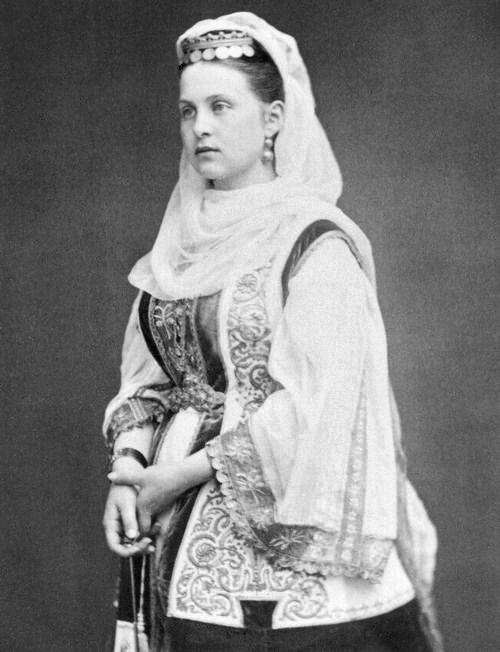
Olga w tradycyjnym greckim stroju (ok. 1870)

27 października 1867 roku w kaplicy Pałacu Zimowego Olga wyszła za mąż za Jerzego i stała się królową Grecji. Małżeństwo było sukcesem rosyjskiej dyplomacji, ponieważ wzmocniło stosunki dyplomatyczne Grecji i Rosji i zbliżyło do siebie oba panujące dynastie. Niezwykle ważne było wzmocnienie pozycji Rosji w tym regionie Morza Śródziemnego, zwłaszcza w przededniu zagrożenia konfliktem zbrojnym z Turcją. Ślub Olgi i Jerzego został przyjęty z entuzjazmem również wśród Greków, między innymi ze względów religijnych – Jerzy był luteraninem, natomiast Olga – tak jak większość Greków – wyznawała prawosławie.

### Trudne początki
Do swojego nowego kraju przyjechała z wyprawą ślubną i ukrytą w niej kolekcją lalek. Przed wyjazdem do Grecji zdążyła otrzymać wskazówkę od stryja, Aleksandra II, aby „kochać swoją nową Ojczyznę dwa razy bardziej niż własną”. Olga nie była jednak przygotowana do pełnienia roli królowej i początkowo była przytłoczona nową sytuacją. Potwierdza to fakt, że podczas jednego z oficjalnych przyjęć Olga zaginęła, a gdy wreszcie udało się ją odnaleźć – płakała, ściskając swojego ulubionego misia.
Aby jak najlepiej spełniać się w roli królowej, posłuchała rady swojej matki i zaczęła interesować się archeologią oraz historią Grecji. Chciała w ten sposób zyskać poparcie społeczne. Oprócz tego w niecały rok nauczyła się języka greckiego i angielskiego. Olga mogła liczyć również na wsparcie swojego męża – wraz z Jerzym stanowili bardzo zżytą ze sobą parę i – wbrew panującym wówczas zwyczajom na dworach królewskich – spędzali dużo czasu ze swoimi dziećmi.
Życie rodziny królewskiej było stosunkowo spokojne, a dwór nie był tak okazały jak ten w Petersburgu. Olga przez cały czas pobytu w Grecji tęskniła za Rosją. Jej pokój wypełniony był ikonami z jej ojczyzny, a w pałacowej kaplicy śpiewała z dziećmi słowiańskie pieśni. Często odwiedzała rosyjskie statki cumujące w Pireusie i zapraszała rosyjskich marynarzy do pałacu królewskiego. Ponadto była jedyną kobietą w historii mającą tytuł Admirała Imperialnej Marynarki Wojennej Rosji, który otrzymała jeszcze w dniu ślubu.
Kiedy w 1888 roku urodził się Krzysztof, ósme i ostatnie dziecko Olgi i Jerzego, kobieta postanowiła uczynić go „małym Rosjaninem”. Świadczy o tym chociażby to, że dziecko królowa postanowiła urodzić w swoim rodzinnym Pawłowsku, w przeciwieństwie do pozostałych dzieci, które przyszły na świat w Grecji. Oprócz tego rodzicami chrzestnymi chłopca został car Rosji, Aleksander III, z żoną, Marią Fiodorowną.

### Działalność charytatywna
Szacunek swoich poddanych Olga zaskarbiła sobie dzięki swojej działalności charytatywnej. Królowa angażowała się w niesienie pomocy ubogim i sierotom. Została patronką sierocińca Amalieion założonego przez poprzednią królową Grecji, Amalię Oldenburg. Ponadto podjęła się również reformy systemu więziennictwa. Dzięki niej powstały osobne więzienia dla kobiet i młodocianych przestępców.
Pod koniec XIX wieku Olga w centrum Aten założyła największy szpital w Grecji – Evangelismos. Uważa się, że spośród wszystkich przedsięwzięć charytatywnych, które podejmowała królowa, to właśnie ten szpital był jej ulubionym.
Dzięki wsparciu Olgi wybudowano również przytułki dla nieuleczalnie chorych i niepełnosprawnych starszych osób, a także sanatorium dla chorych na zapalenie płuc. Oprócz tego królowa zaangażowała się również w niesienie pomocy niezamożnym dziewczętom – utworzyła dla nich szkołę gotowania czy szkołę tkacką.
Olga przyczyniła się do wybudowania rosyjskiego szpitala w Pireusie. Utworzyła go, aby upamiętnić swoją najstarszą córkę, Aleksandrę, która zmarła w Moskwie w 1891 roku. Choć szpital był przeznaczony głównie dla rosyjskich marynarzy, niósł pomoc wszystkim marynarzom. Królowa wspierała również zakładanie szpitali w czasie trwania konfliktów pomiędzy Grecją a jej sąsiadami, zwłaszcza podczas wojny grecko-tureckiej i I wojny bałkańskiej.  Za pracę na rzecz rannych Olga i jej synowa, Zofia Pruska, w grudniu 1897 roku zostały odznaczone Krzyżem Królewskiego Czerwonego Krzyża przez królową brytyjską, Wiktorię.
Przy całym swoim oddaniu działalności charytatywnej, Olga przez cały czas była pokorna. Świadczą o tym jej słowa, które powiedziała kiedyś do swojej przyjaciółki: „Jakżebym chciała być bardziej przydatna dla ludzi!”. Gdy jej rozmówczyni zapewniła ją, że jest bardzo pomocna dla swoich poddanych, Olga miała odpowiedzieć: „Ze mnie jest wielkie zero i nawet nie staraj się tego podważyć”.
Królowa Olga od 1879 roku objęła honorowy patronat (szefostwo) nad 2. ekwipażem rosyjskiej Floty Bałtyckiej, a w 1908 roku nad załogą krążownika „Admirał Makarow”, dla których w 1904 roku przekazała kapitał dla wypłaty zapomóg marynarzom.

### Kontrowersje
Krótko po klęsce Grecji w wojnie grecko-tureckiej w 1897 roku niezadowoleni Grecy rok później oddali strzały do męża i córki Olgi. Pomimo zamachu Olga nalegała, aby mogła kontynuować swoje obowiązki bez ochrony wojskowej. Jej syn, Mikołaj, napisał w swoich pamiętnikach, że gdy pewnego dnia powiedział swojej matce o znaczeniu opinii publicznej, Olga miała odpowiedzieć: „Wolę być rządzona przez dobrze urodzonego lwa niż przez czterysta szczurów takich jak ja”.
Największe kontrowersje dotyczące Olgi związane są z Evangeliką. Odwiedzając żołnierzy, którzy zostali ranni we wspomnianej wojnie grecko-tureckiej, królowa – jako żarliwa wyznawczyni prawosławia – czytała im Biblię. Pismo Święte było wówczas dostępne w Grecji jedynie w niezrozumiałej dla przeciętnych ludzi koine (historycznej formie języka greckiego), dlatego odwiedzani przez nią ludzie go nie rozumieli. Olga była świadoma, że problem niezrozumienia Biblii nie dotyczy jedynie żołnierzy, ale również innych, niewykształconych greckich obywateli. Dlatego też postanowiła przetłumaczyć Pismo Święte na język, którym posługiwali się przeciętni Grecy. Gdy tłumaczenie było już gotowe, zostało wysłane do metropolity Aten oraz Synodu, aby otrzymać zgodę na jego publikację. Wiadomość o tym oburzyła większość duchownych, dlatego ostatecznie Synod nie zgodził się na publikację tłumaczenia.

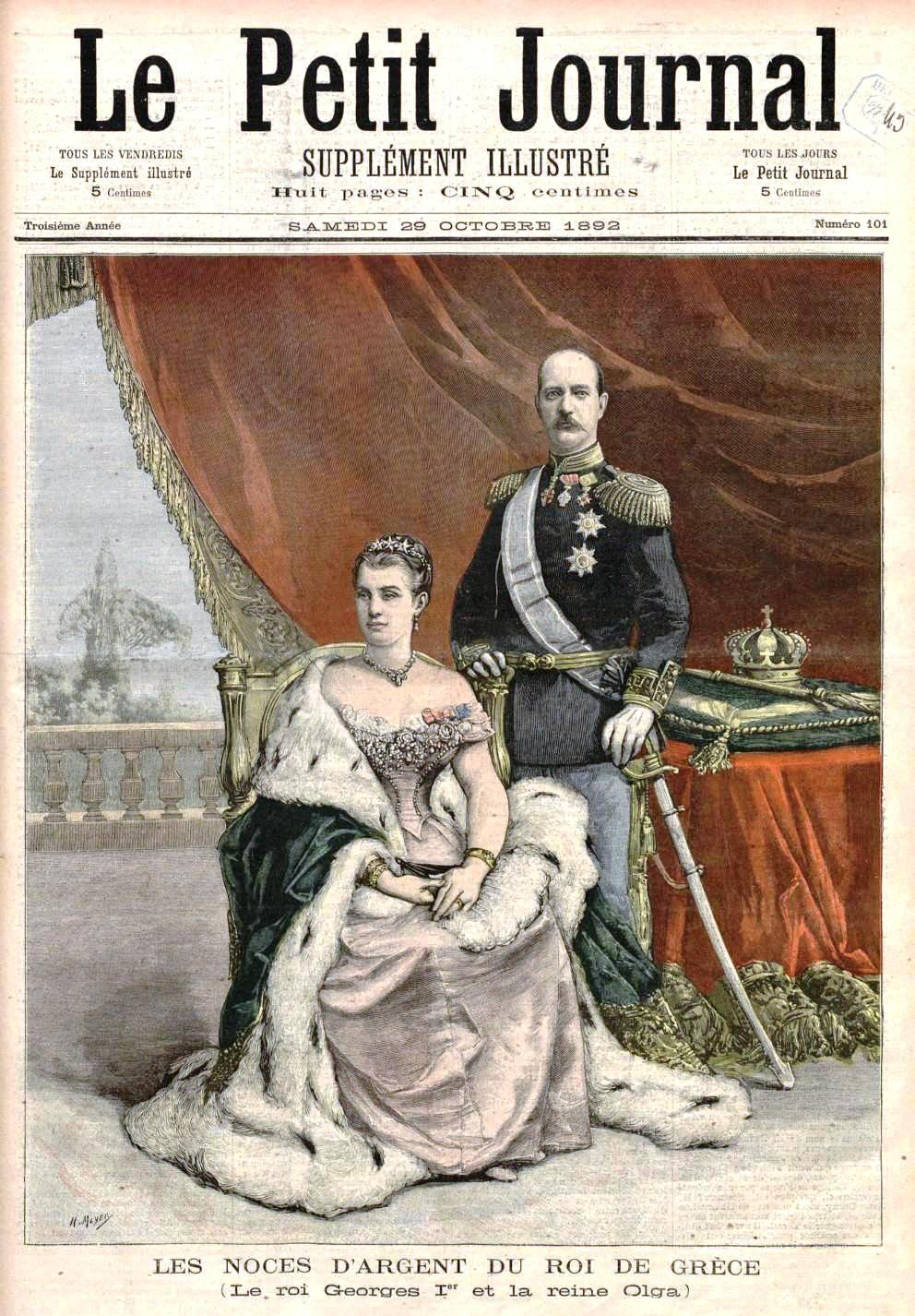
Ilustracja francuskiej gazety Le Petit Journal z okazji srebrnej rocznicy ślubu Olgi i Jerzego (1892)

Mimo próśb i nalegań Olgi, hierarchowie nie zmienili zdania w tej kwestii. Zdeterminowana królowa postanowiła wydać tłumaczenie bez zgody Synodu. Ponieważ były one niedrogie, szybko zostały sprzedane. Wywołało to jednak powszechne oburzenie. Do utrzymania porządku zostało wezwane wojsko.

## Wdowieństwo

### Śmierć Jerzego I

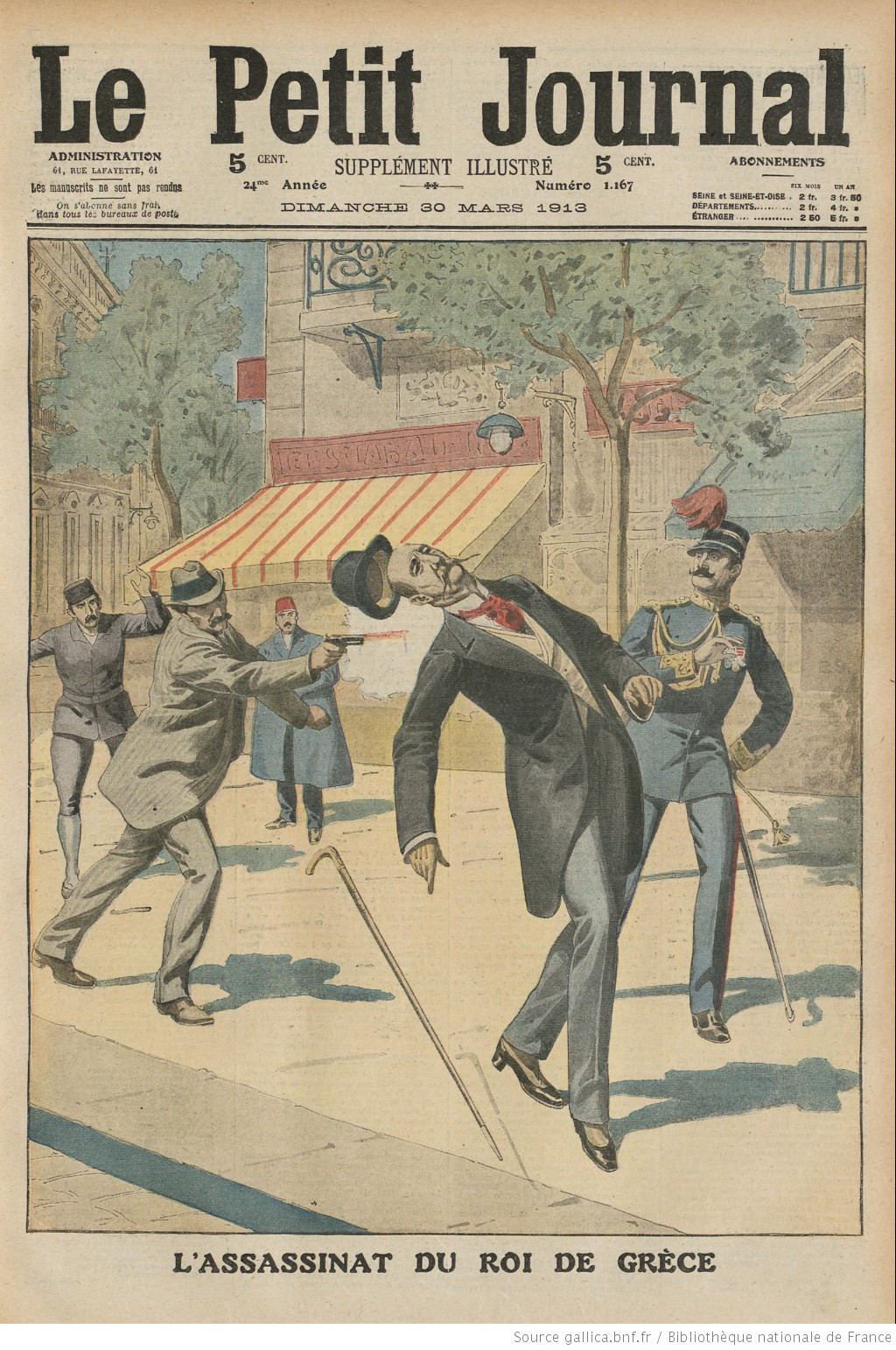
Ilustracja francuskiej gazety Le Petit Journal przedstawiająca zamach na męża Olgi, Jerzego I (1913)

W 1913 roku I wojna bałkańska zakończyła się klęską Imperium Osmańskiego, które zostało pokonane przez zjednoczone siły greckie, bułgarskie, serbskie i czarnogórskie. W wyniku konfliktu terytorium Grecji znacznie się powiększyło, ale państwa sojusznicze szybko się podzieliły, a Grecja i Bułgaria zaczęły rywalizować o swoje wpływy w Salonikach i okolicach. Aby potwierdzić kontrolę Grecji nad tym terytorium mąż Olgi, król Jerzy I, udał się tam z wizytą. 18 marca 1913 roku, podczas popołudniowego spaceru, został zamordowany przez Aleksandrosa Schinasa (gr. Αλέξανδρος Σχινάς). Zamachowiec prawdopodobnie należał do organizacji socjalistycznej.
Olga często powtarzała, że „zakochała się w człowieku, nie w królu”, dlatego bardzo przeżyła odejście ukochanego męża, chociaż samą śmierć określiła „wolą Bożą”. Do Salonik przybyła dzień po dokonanym zamachu. Tam, wraz z rodziną, odwiedziła miejsce, gdzie został zamordowany jej mąż. Nabożeństwo żałobne odbyło się natomiast w Katedrze Zwiastowania Matki Bożej w Atenach, głównej świątyni Greckiego Kościoła Prawosławnego.
W wyniku śmierci męża nowym królem Grecji został najstarszy syn Olgi, Konstantyn, a królową – jego żona, Zofia Pruska. Olga, choć otrzymała do dyspozycji jedno ze skrzydeł pałacu królewskiego, postanowiła wrócić do rodzinnej Rosji, aby spędzić czas ze swoim bratem, Konstantym, oraz jego rodzinnym w Pawłowsku, gdzie się urodziła.

### I wojna światowa

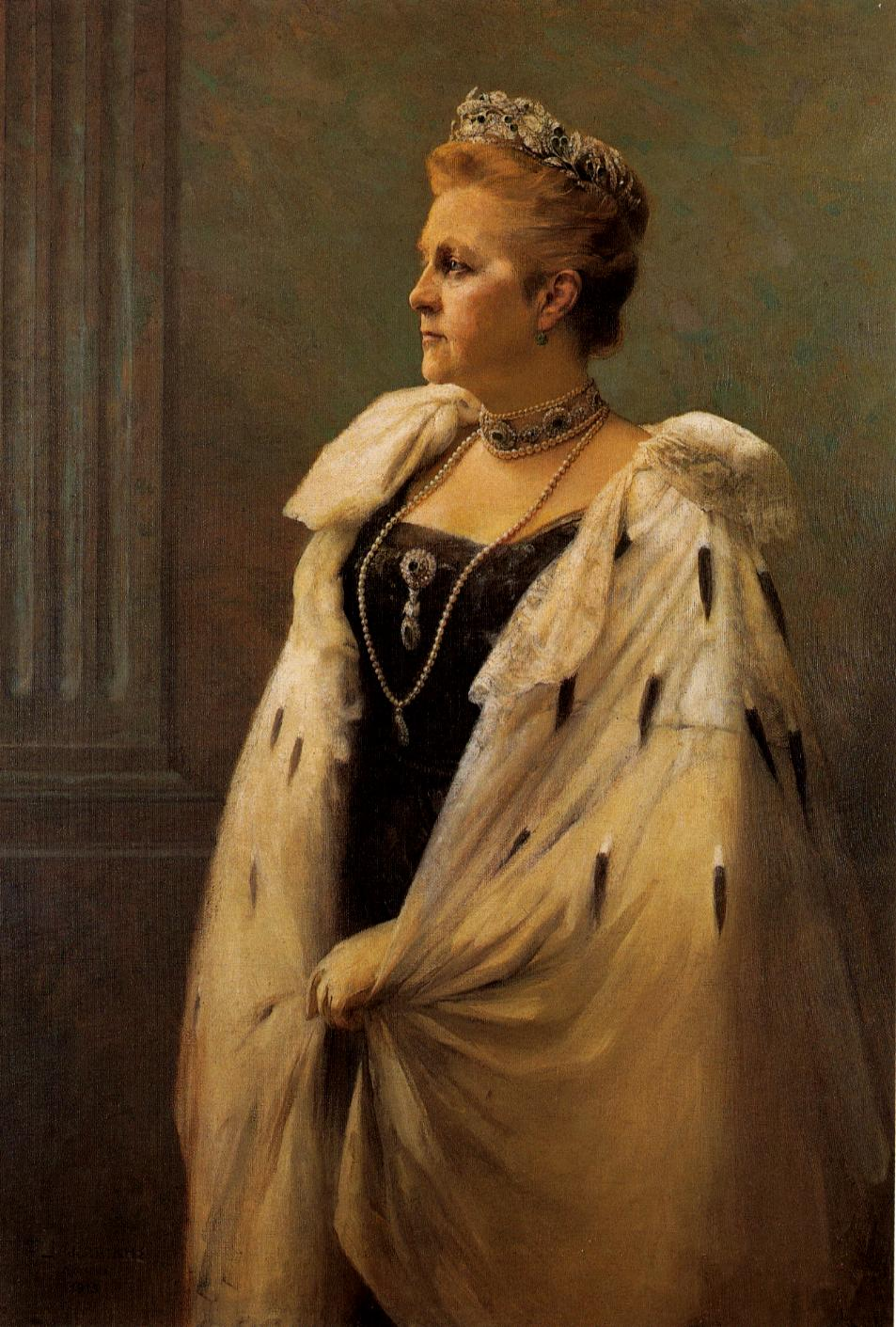
Portret Olgi autorstwa Georgiosa Jakobidesa (1915)

W chwili wybuchu wojny Olga przebywała w Rosji, gdzie postanowiła pozostać. Tam, wraz ze swoją szwagierką, Elżbietą, założyła szpital dla rannych żołnierzy. Zdała sobie również sprawę z zagrożenia rewolucją. Próbowała uświadomić to carycy Aleksandrze, ale bezskutecznie. Później naraziła się kobiecie, gdy podpisała petycję z prośbą o ułaskawienie dla jej wnuka, Dymitra, który został zesłany na front perski za udział w zabójstwie faworyta Aleksandry, Grigorija Rasputina.
Po upadku caratu Olga pozostała w Rosji, gdzie jej sytuacja materialna była bardzo trudna. Po wybuchu rewolucji bolszewickiej zdała sobie sprawę z konieczności opuszczenia kraju, jednak rewolucjoniści odmówili jej pozwolenia na wyjazd, a kłopoty wewnętrzne Grecji uniemożliwiły interwencje w jej sprawie. Po apelach o pomoc, otrzymała paszport w ambasadzie duńskiej. Jesienią 1918 roku wyjechała do Niemiec, dołączając do najstarszego syna i jego rodziny w Szwajcarii na początku 1919 roku.

### Regentka Grecji
Wielkim ciosem dla Olgi była wiadomość o śmierci jej dwóch braci, Mikołaja i Dymitra. „Moi bracia zginęli i pozostałam ostatnia z rodziny, niczym żałosny relikt przeszłości” – pisała w jednym z listów. Rodzina królowej zmagała się nie tylko z bolesnymi informacjami dotyczącymi rewolucji w Rosji, ale również z problemami finansowymi. Ponadto rząd grecki ograniczał kontakty rodziny z królem Aleksandrem Greckim, wnukiem Olgi, który zachorował na sepsę połączoną z gangreną po tym, gdy ugryzła go małpa. Mimo pomocy sprowadzonych przez premiera Wenizelosa czołowych, europejskich lekarzy, mężczyzna zmarł. Z całej rodziny na jego pogrzebie obecna była jedynie –przybyła pospiesznie ze Szwajcarii – Olga. Reszta królewskich krewnych demonstracyjnie zachowywała nieprzejednanie wobec decyzji politycznych i osobistych Aleksandra, jak też nie byliby mile widziani i zapewne nie zostaliby do Grecji wpuszczeni.
Rząd Grecji, po śmierci Aleksandra, zaproponował tron jego młodszemu bratu, Pawłowi. Mężczyzna jednak nie zgodził się na to, chcąc zachować się lojalnie względem ojca, Konstantyna, oraz starszego brata, Jerzego, odmówił. W międzyczasie doszło w Grecji do wyborów parlamentarnych, w których premier Wenizelos poniósł ogromną klęskę. Nowym premierem został Dimitrios Ralis, który – chcąc rozwiązać problem bezkrólewia – poprosił Olgę, aby została regentką Grecji. Kobieta zgodziła się na to i pełniła tę funkcję do 19 grudnia 1920 roku,  kiedy to jej syn, Konstantyn, ponownie został królem Grecji.

### Wygnanie i śmierć
Sytuacja w Grecji, pomimo powrotu Konstantyna na tron, nie była łatwa. Wciąż trwała rozpoczęta w 1919 roku wojna grecko-turecka. We wrześniu 1921 roku Grecy ponieśli klęskę w bitwie pod Sakaryą (Sangarios), przez co nastąpił odwrót sił greckich z Anatolii, a ostatecznie przegrana w całej wojnie we wrześniu 1922 roku.
Niezadowolenie społeczne w Grecji przerodziło się w rewolucję, której skutkiem była abdykacja króla Konstantyna, na rzecz najstarszego syna – Jerzego. Olga, która wyjechała wówczas z Grecji, aby leczyć pogarszający się wzrok, ze smutkiem przyjęła wiadomość o abdykacji i wygnaniu najstarszego syna.
Okres wygnania Olga spędziła w wielu miejscach, między innymi w: Villi Anastasia w Rzymie i Spencer House w Londynie (należących do jej syna, Krzysztofa), Regent’s Park (gdzie apartament wynajmowała jej córka, Maria) oraz Sandringham House (należącego do szwagierki, Aleksandry).

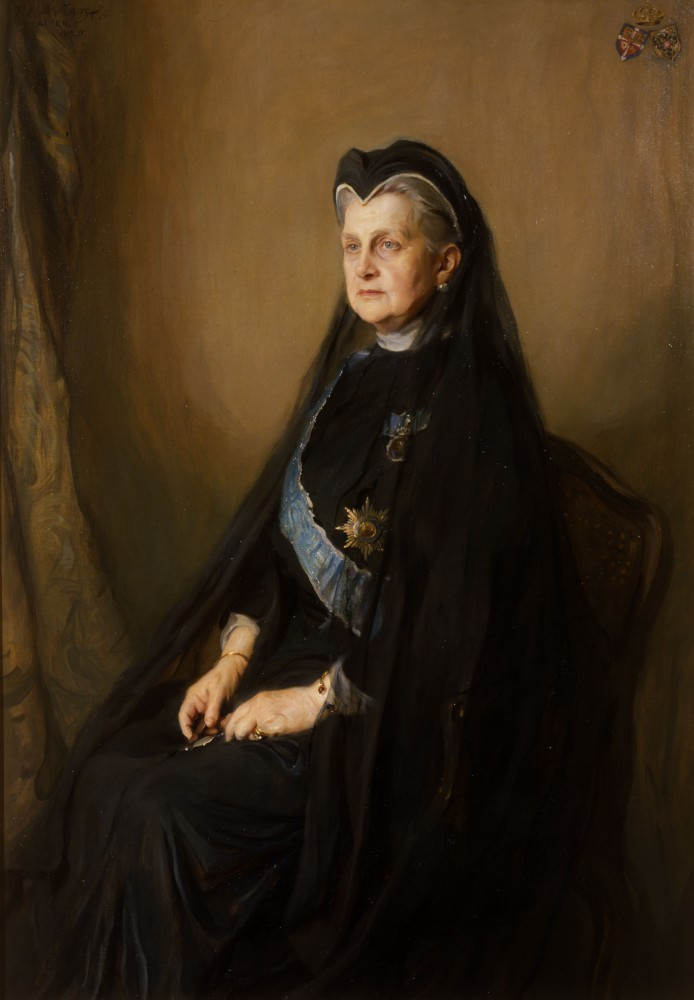
Portret Olgi autorstwa Philipa de László (1914)

Olga zmarła 18 czerwca 1926 roku w Villi Anastasia w Rzymie. Została pochowana w cerkwi prawosławnej we Florencji, gdzie po śmierci spoczął również jej najstarszy syn, były król Grecji, Konstantyn. Po przywróceniu monarchii w Grecji w 1935 roku jej ciało złożono w mauzoleum greckiej rodziny królewskiej w majątku Tatoi koło Aten.

## Małżeństwo i potomstwo

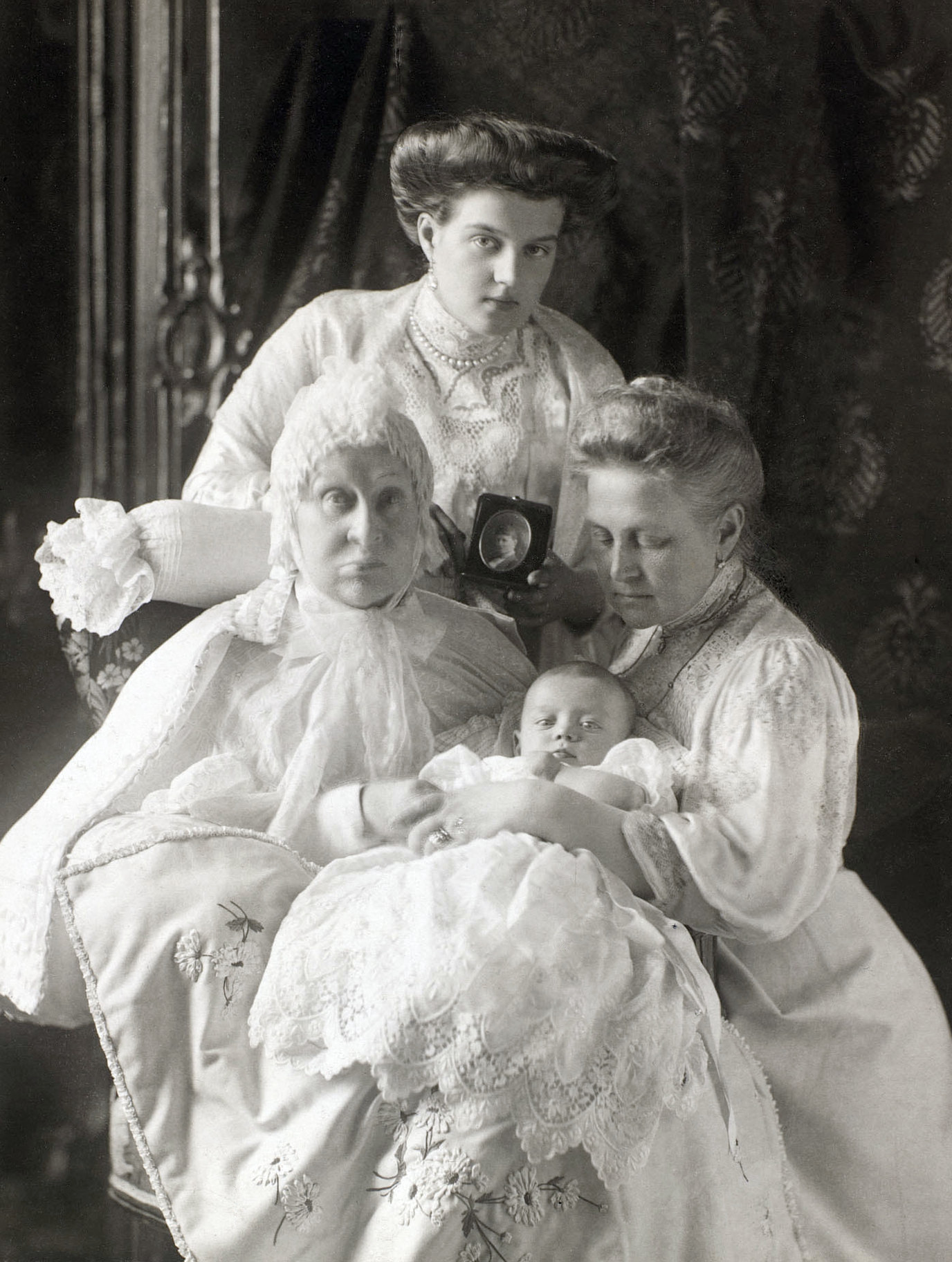
Olga z matką, wnuczką – Marią i prawnukiem – Lennartem (1909)

27 października 1867 roku wyszła za mąż za króla Grecji, Jerzego I.
Para królewska miała razem ośmioro dzieci:
- Konstantyn (gr. Κωνσταντίνος; ur. 21 lipca?/2 sierpnia 1868 w Atenach, zm. 11 stycznia 1923 w Palermo) – król Grecji w latach 1913–1917 i 1920–1922 jako Konstantyn I. W 1889 roku ożenił się z Zofią Pruską, z którą miał sześcioro dzieci, spośród których troje zostało później królami Grecji: Jerzy II Grecki, Aleksander Grecki i Paweł I Grecki.
- Jerzy (gr. Γεώργιος; ur. 24 czerwca 1869 na Korfu, zm. 25 listopada 1957 w Saint-Cloud). W 1907 roku ożenił się z Marią Bonaparte, córką księcia Rolanda Bonapartego, ostatniego przedstawiciela gałęzi rodu pochodzącej od Lucjana, brata Napoleona. Miał z nią dwoje dzieci.
- Aleksandra (gr. Αλεξάνδρα; ur. 30 sierpnia 1870 w Korfu, zm. 24 września 1891 w Iljinskoje, koło Moskwy). W 1889 roku wyszła za mąż za Pawła Romanowa, syna Aleksandra II. Miała z nim dwoje dzieci.
- Mikołaj (gr. Νικόλαος; ur. 22 lutego 1872 w Atenach, zm. 8 marca 1938 tamże). W 1902 roku ożenił się z Heleną Romanową, wnuczką Aleksandra II. Miał z nią trzy córki.
- Maria (gr. Μαρία; ur. 3 marca 1876, zm. 14 grudnia 1940). W 1900 roku wyszła za mąż za Jerzego Romanowa, wnuka Mikołaja I. Miała z nim dwie córki.
- Olga (gr. Όλγα; ur. 7 kwietnia 1881, zm. 2 listopada 1881).
- Andrzej (gr. Ανδρέας; ur. 20 stycznia 1882 w Atenach, zm. 3 grudnia 1944 w Monte Carlo). W 1903 roku ożenił się z Alicją Battenberg, prawnuczką królowej brytyjskiej, Wiktorii. Miał z nią pięcioro dzieci, w tym przyszłego księcia Edynburga, Filipa (1921-2021), męża królowej brytyjskiej, Elżbiety II.
- Krzysztof (gr. Χριστόφορος; ur. 10 sierpnia 1888 – 21 stycznia 1940). W latach 1920–1923 był żonaty z Nancy Stewart Worthington Leeds, a w latach 1929-1940 – z księżniczką Orleanu, Franciszką, córką Jana, księcia de Guise. Z drugą żoną miał jednego syna, Michała.

## Odznaczenia
- Krzyż Królewskiego Czerwonego Krzyża – Wielka Brytania, 1897
- Order Zbawiciela – Grecja
- Order Królowej Marii Luizy – Hiszpania

## Genealogia
| Prapradziadkowie                          | Piotr III Romanow (1728–1762) ∞ 1745 Katarzyna II Wielka (1729–1796)              | Fryderyk Eugeniusz Wirtemberski (1732–1797) ∞ 1753 Fryderyka Dorota Zofia z Brandenburgii-Schwedt (1736–1798) | Fryderyk Wilhelm II Pruski (1744–1797) ∞ 1769 Fryderyka Luiza z Hesji-Darmstadt (1751–1805) | Karol II Meklemburski (1741–1816) ∞ 1768 Fryderyka Karolina z Hesji-Darmstadt (1752–1782) | Ernest Fryderyk III (1727–1780) ∞ 1758 Ernestyna z Saksonii-Weimar-Eisenach (1740–1786)       | Karol II Meklemburski (1741–1816) ∞ 1768 Fryderyka Karolina z Hesji-Darmstadt (1752–1782)     | Fryderyk Eugeniusz Wirtemberski (1732–1797) ∞ 1753 Fryderyka Dorota Zofia z Brandenburgii-Schwedt (1736–1798) | Karol Krystian z Nassau-Weilburg (1735–1788) ∞ 1760 Karolina Orange-Nassau (1743–1787) |
| Pradziadkowie                             | Paweł I Romanow (1754–1801) ∞ 1776 Maria Romanowa (1759–1828)                     | Paweł I Romanow (1754–1801) ∞ 1776 Maria Romanowa (1759–1828)                                                 | Fryderyk Wilhelm III Pruski (1770–1840) ∞ 1793 Luiza Pruska (1776–1810)                     | Fryderyk Wilhelm III Pruski (1770–1840) ∞ 1793 Luiza Pruska (1776–1810)                   | Fryderyk z Saksonii-Altenburga (1763–1834) ∞ 1785 Charlotta Georgina Meklemburska (1769–1818) | Fryderyk z Saksonii-Altenburga (1763–1834) ∞ 1785 Charlotta Georgina Meklemburska (1769–1818) | Ludwik Wirtemberski (1756–1817) ∞ 1797 Henrietta z Nassau-Weilburg (1780–1857)                                | Ludwik Wirtemberski (1756–1817) ∞ 1797 Henrietta z Nassau-Weilburg (1780–1857)         |
| Dziadkowie                                | Mikołaj I Romanow (1796–1855) ∞ 1817 Aleksandra Romanowa (1798–1860)              | Mikołaj I Romanow (1796–1855) ∞ 1817 Aleksandra Romanowa (1798–1860)                                          | Mikołaj I Romanow (1796–1855) ∞ 1817 Aleksandra Romanowa (1798–1860)                        | Mikołaj I Romanow (1796–1855) ∞ 1817 Aleksandra Romanowa (1798–1860)                      | Józef z Saksonii-Altenburga (1789–1868) ∞ 1817 Amelia Wirtemberska (1799–1848)                | Józef z Saksonii-Altenburga (1789–1868) ∞ 1817 Amelia Wirtemberska (1799–1848)                | Józef z Saksonii-Altenburga (1789–1868) ∞ 1817 Amelia Wirtemberska (1799–1848)                                | Józef z Saksonii-Altenburga (1789–1868) ∞ 1817 Amelia Wirtemberska (1799–1848)         |
| Rodzice                                   | Konstanty Romanow (1827–1892) ∞ 1848 Aleksandra z Saksonii-Altenburga (1830-1911) | Konstanty Romanow (1827–1892) ∞ 1848 Aleksandra z Saksonii-Altenburga (1830-1911)                             | Konstanty Romanow (1827–1892) ∞ 1848 Aleksandra z Saksonii-Altenburga (1830-1911)           | Konstanty Romanow (1827–1892) ∞ 1848 Aleksandra z Saksonii-Altenburga (1830-1911)         | Konstanty Romanow (1827–1892) ∞ 1848 Aleksandra z Saksonii-Altenburga (1830-1911)             | Konstanty Romanow (1827–1892) ∞ 1848 Aleksandra z Saksonii-Altenburga (1830-1911)             | Konstanty Romanow (1827–1892) ∞ 1848 Aleksandra z Saksonii-Altenburga (1830-1911)                             | Konstanty Romanow (1827–1892) ∞ 1848 Aleksandra z Saksonii-Altenburga (1830-1911)      |
| Olga Romanowa (1851-1926), królowa Grecji |                                                                                   | |                                                                                             |                                                                                           |                                                                                               |                                                                                               | |                                                                                        |